# NGC 4607
NGC 4607 este o galaxie spirală situată în constelația Fecioara. A fost descoperită în 24 aprilie 1854 de către William Parsons, 3rd Earl of Rosse⁠(d). Se află la o distanță de 11,53 megaparseci de Pământ.